# Faderhead

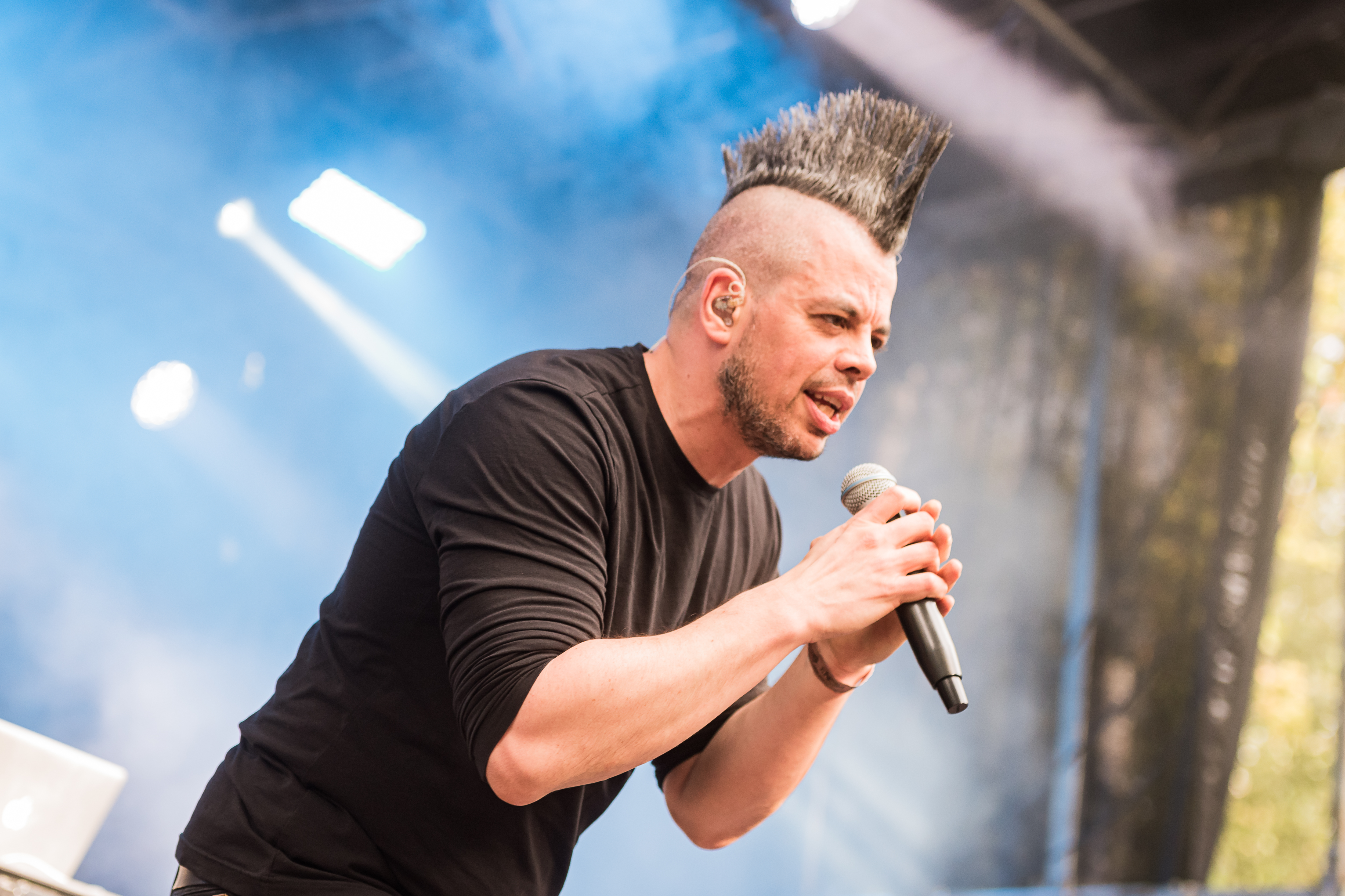
Faderhead

Faderhead ist ein Pseudonym des deutschen Electro-Sängers und Musikproduzenten Sami Mark Yahya / Sam Nordmann aus Hamburg.

## Geschichte
Das Debüt-Album FH1 erschien im Jahr 2006. Im Laufe des Jahres ging Faderhead auf Tour und spielte zudem auf ersten Festivals wie dem Dark Dance Treffen und dem Summer Darkness Festival. 2007 wurde das Album FH2 veröffentlicht, auf dem auch die Single „Dirtygrrrls / Dirtybois“ zu finden ist, zudem wurde ein Musikvideo zu dem Song „Girly Show“ veröffentlicht.
2008 trennte sich Faderhead von seinem Label Accession Records und veröffentlichte die Piano-Ballade Exit Ghost. Wenig später wurde der Club-Track „TZDV“ veröffentlicht und am 10. Oktober das Album FH3. 2009 spielte Faderhead beim M’era Luna Festival in Hildesheim (Deutschland), beim Exit in Novi Sad, Serbien, sowie Shows in den Niederlanden, Italien, Griechenland, UK, Belgien und Mexiko. Im Oktober 2009 veröffentlichte Faderhead die EP Horizon Born, die nur Balladen enthält.
Im September 2010 erschien sein viertes Album Black Friday, dessen Veröffentlichung von einem Kurzfilm begleitet wurde. Faderhead spielte eine Clubtour in Europa, so wie die Christmas Ball Festival Tour mit Laibach, Project Pitchfork, Fields of the Nephilim und Agonoize. 2011 begann mit einer 15-Show-Tour in den USA mit Aesthetic Perfection und Everything Goes Cold und endete mit der EP The Way to Fuck Clubs.
2012 erschien das fünfte Studioalbum, The World of Faderhead. Das Video zu Fistful of Fuck You wurde auf Grund des Videospiel-Stils populär. Faderhead spielte eine 14-Show-USA Tour und spielte Club-Konzerte in Europa, darunter das M’era Luna Festival. Faderhead veröffentlichte die Doppel-CD Compilation Two Sides To Every Story. Die erste CD dieser Kompilation enthält seine populärsten Clubtracks, während die zweite CD seine populärsten Pop-Songs/Balladen beinhaltet. 2013 veröffentlichte Faderhead das Album FH4, dessen erste Single Dancers mit Techno MC Shawn Mierez (I Like It Loud) veröffentlicht wurde. Weltweite Konzerte (inklusive 14 Shows in den USA) folgten und Faderhead spielte erneut beim Amphi Festival in Köln (Deutschland). Das Album Atoms & Emptiness erschien im Februar 2014, gefolgt von einer 4-wöchigen Co-Headlining Tour mit Aesthetic Perfection, sowie den Musikvideos zu Stand Up und When the Freaks Come Out. Danach entschloss sich Faderhead eine eineinhalbjährige Pause vom Produzieren und von Live-Konzerten einzulegen.
Im Februar 2016 veröffentlichte Faderhead das Album FH-X und tourte in England und Deutschland. Im Oktober veröffentlichte er die Anima In Machina EP und ging mit Covenant auf eine Deutschland-Tour. Die EP Anima in Machina war auf Platz 1 der Deutschen Alternative Charts (DAC). 2017 begann mit der Veröffentlichung der Know Your Darkness Single, ein Futurepop-Club-Song, der auf Chartposition 1 in den Deutschen Alternative Charts (DAC) debütierte. Das neunte Studio-Album Night Physics (inkl. der Single Know Your Darkness) erreichte ebenfalls Platz 1 der Deutschen Alternative Charts (DAC). Er spielte 2018 zehn Shows auf der Night Physics Tour in Deutschland und ein Konzert in der Agra Halle des Wave-Gotik-Treffen 2018. Im gleichen Jahr ging er noch mal für zehn Konzerte mit Project Pitchfork auf Tour.
2019 spielte Faderhead auf der Hauptbühne des Amphi Festivals in Köln sowie beim NCN Festival in Leipzig bevor er das zehnte Studioalbum Asteria veröffentlichte. Asteria beinhaltet die Single From His Broken Bones und wurde von Fans und Presse oft als "das düsterste Faderhead Album" bezeichnet.
Neben ausgedehnten Touren ist Faderhead regelmäßig zu Gast auf großen Szenefestivals wie dem Wave-Gotik-Treffen, dem Amphi Festival oder dem M’era Luna Festival.
Im Jahr 2020 spielte Faderhead wegen der Corona-Pandemie nur ein Konzert. und veröffentlichte die Single "I Did Not Know" mit Gastsänger Sven Friedrich von Solar Fake, die Halloween-Single "Halloween Spooky Queens", sowie die "2077"-EP, welche als Musik zum Spielen des im Dezember 2020 erschienenen Computerspiels Cyberpunk 2077 konzipiert war.
Faderhead veröffentlichte im Jahr 2021 die Single "Better" mit Gastsänger Chris Harms (Lord Of The Lost) und es fand trotz der weiter andauernden Restriktionen auf Grund der Corona-Pandemie das "15 Jahre Faderhead"-Jubiläumskonzert im Circus Probst in Gelsenkirchen statt. Am 27. Dezember 2021 erschien das 11. Studioalbum "Years Of The Serpent", von dem die Singles "All Black Everything" und "Too Dead For Life" mit Videos ausgekoppelt wurden.
Im Jahr 2021 hatte er auch als Songwriter für andere Bands Erfolg: Die Band Eisbrecher stieg mit ihrem Album "Liebe. Macht. Monster." auf Platz 1 der offiziellen deutschen Albumcharts ein, für das Faderhead den Song "Nein Danke" mitgeschrieben hat. Die Band Lord Of The Lost stieg mit ihrem Album "Judas" auf Platz 2 der offiziellen deutschen Albumcharts ein, für das Faderhead den Song "2000 Years A Pyre" mitgeschrieben hat.
Faderhead remixte auch "Halloween Spooky Queens" und veröffentlichte eine 2021er Version zusammen mit einem offiziellen Lyric-Video.
Im Dezember 2021 veröffentlichte Faderhead das Album "Years Of The Serpent" mit den Singles "All Black Everything" und "Too Dead For Life", beide wurden mit Musikvideos veröffentlicht.
2022 kehrte Faderhead auf die Live-Bühne zurück, sowohl bei Solo-Auftritten als auch bei Festivals wie Unter Schwarzer Flagge 2022, M'era Luna 2022, E-Tropolis 2022 und Dark Storm 2022.
Er veröffentlichte auch die Single "Dark Water" aus dem Album "Years Of The Serpent" mit einem Musikvideo
Zu Halloween 2022 machte Faderhead einen weiteren Remix von "Halloween Spooky Queens", diesmal 48bpm schneller als die Originalversion.
Vor Weihnachten 2022 veröffentlichte Faderhead eine EP mit akustischen Versionen von 4 seiner Songs. Diese EP wurde „Therapy For One“ genannt.
Im April 2023 brachte Faderhead eine 5-Song-EP namens "The Ascender" heraus. Die EP wird mit einem 60-seitigen Graphic Novel geliefert, das kostenlos heruntergeladen werden kann. Faderhead veröffentlichte "Noise Night" von dieser EP als Single, zusammen mit einem Musikvideo.
Im Jahr 2024 veröffentlichte Faderhead 11 Singles, die jeweils am ersten Tag eines neuen Monats von Januar bis November erschienen. Die Band spielte zudem auf der Hauptbühne des Amphi Festivals in Köln.
Faderheads Live-Auftritte werden derzeit entweder von Danny „The Delta Mode“ Bernath oder von Yannick Waldner und Raphael Fischer (Dancefloor Gladiatorz) beziehungsweise von Elliott Berlin (Combichrist, Nidbild) unterstützt. Früher wurde er live von Joel & Daniel Meyer (Project SAM) oder Jörg Lütkemeier (Straftanz) unterstützt. Der Hamburger Produzent/Sänger setzt verschiedene Musiker für Live-Auftritte ein und hat auf der Bühne mit Musikern wie Daniel Myer (Haujobb), Shawn "Ultimate MC" Mierez oder mit Marco Visconti (ehemals XP8) – Spitzname "The Lord" – zusammengearbeitet.

## Diskografie

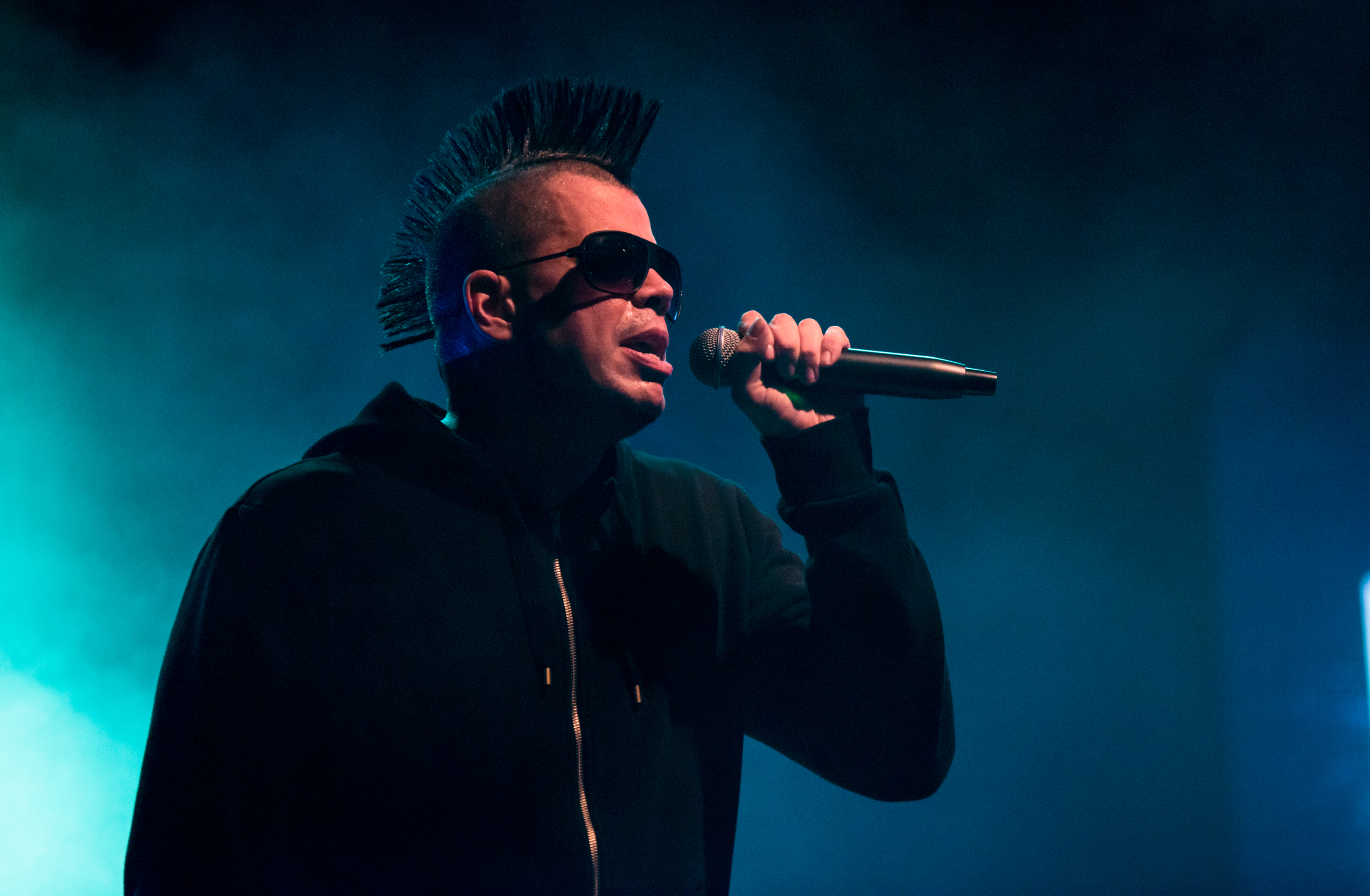
Sami Mark Yahya auf dem e-tropolis Festival 2014

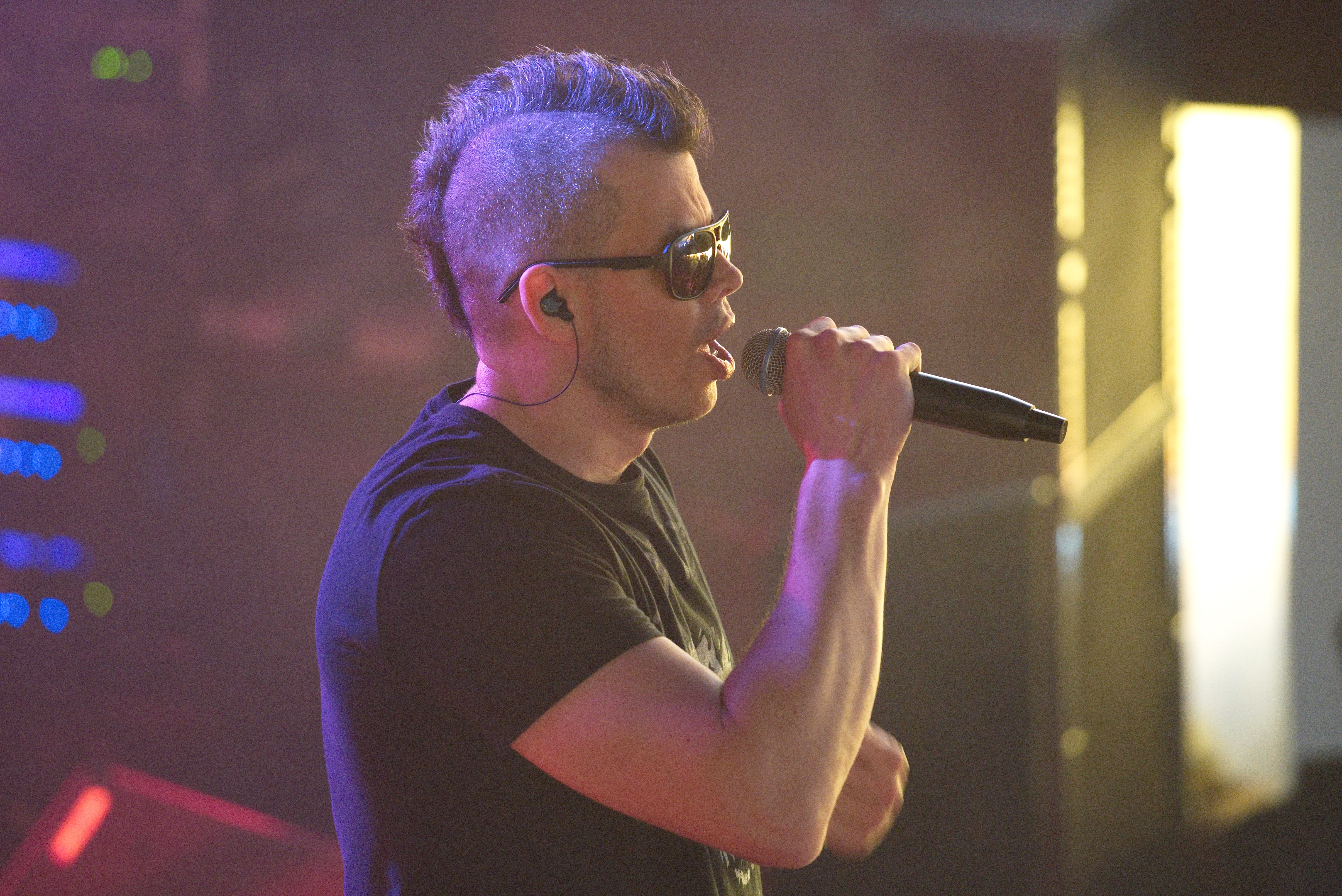
Sami Mark Yahya auf dem Amphi Festival 2016

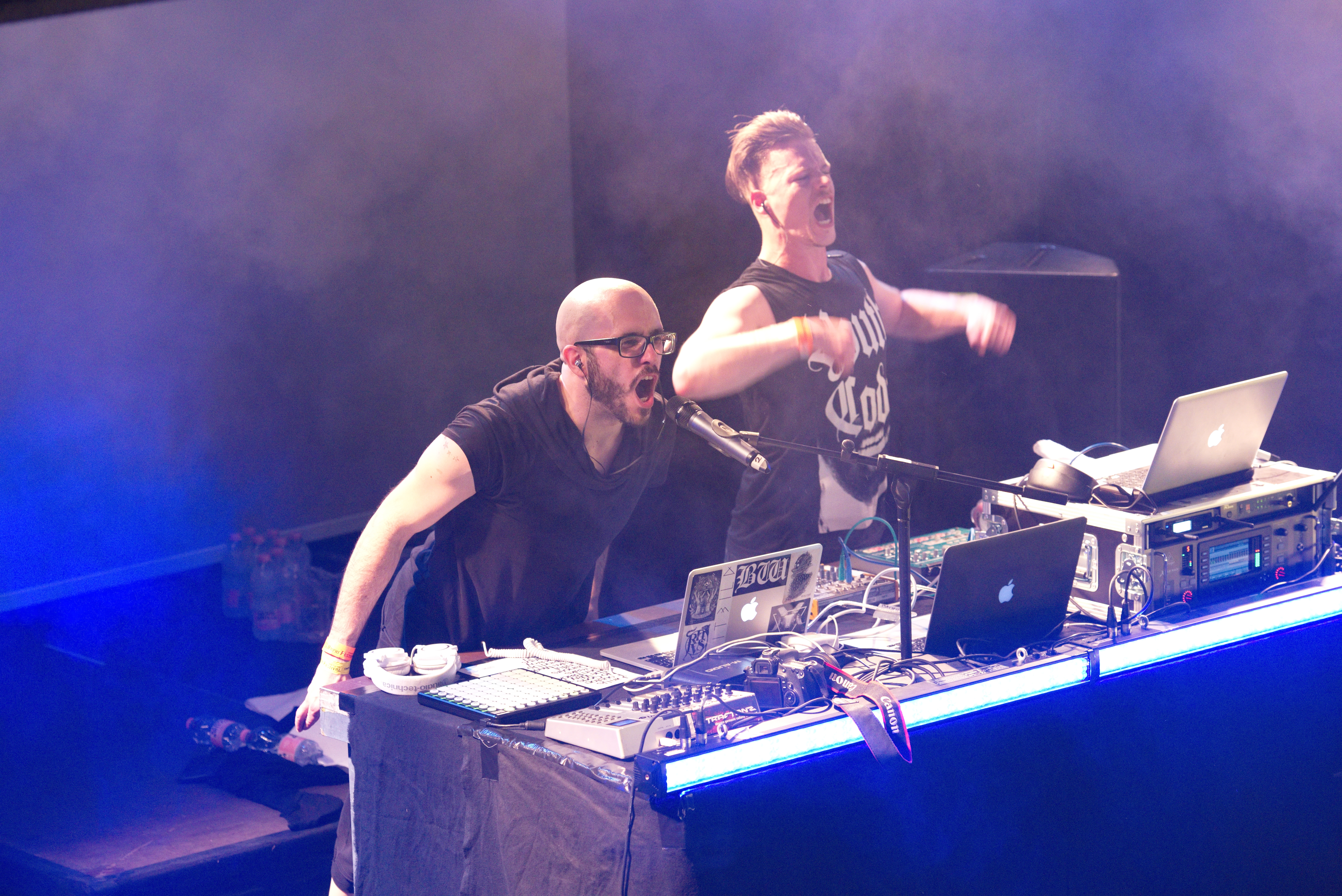
Faderhead auf dem Amphi Festival 2016

### Alben
- 2006: FH1
- 2007: FH2
- 2008: FH3
- 2010: Trilogy
- 2010: Black Friday
- 2012: The World of Faderhead
- 2013: Empires of the Northern Lights v2.42
- 2013: FH4
- 2014: Atoms & Emptiness
- 2016: FH-X
- 2017: Night Physics
- 2019: Asteria
- 2022: Years of the Serpent

### Singles und EPs
- 2004: The Protagonist
- 2006: OH Scavenger vs. the Protagonist
- 2006: Bassgod
- 2008: Exit Ghost
- 2009: Horizon Born
- 2010: 69 Freaks per Minute
- 2011: The Way to Fuck Clubs
- 2012: A Fistful of Fuck You
- 2017: No Signal
- 2019: Starchaser
- 2020: I Did Not Know (feat. Solar Fake)
- 2020: Halloween Spooky Queens
- 2020: 2077
- 2021: Better (feat. Chris Harms)
- 2022: Therapy for one (acoustic)
- 2023: The Ascender
- 2024: "Burn All Night" (feat. Electra Black)
- 2024: "The Hell We Need"
- 2024: "Bring The Pain"
- 2024: "Breathe Again"
- 2024: "Die For This" (feat. Neuroticfish)
- 2024: "Souls Burned Black"
- 2024: "Emotional Baggage"
- 2024: "The Endless Descent"
- 2024: "Summer Rain"
- 2024: "Everything's Fucked Up" (feat. Chrome Dawg)
- 2024: "Goth Rave"